# Макларен, Джейми
Джейми Макларен (англ. Jamie Maclaren; 29 июля 1993, Мельбурн, Австралия) — австралийский футболист шотландского происхождения, нападающий клуба «Мохум Баган» и сборной Австралии. Участник чемпионатов мира 2018 и 2022 годов. Лучший бомбардир Эй-лиги (151) и «Мельбурн Сити» (112) в истории.

## Клубная карьера

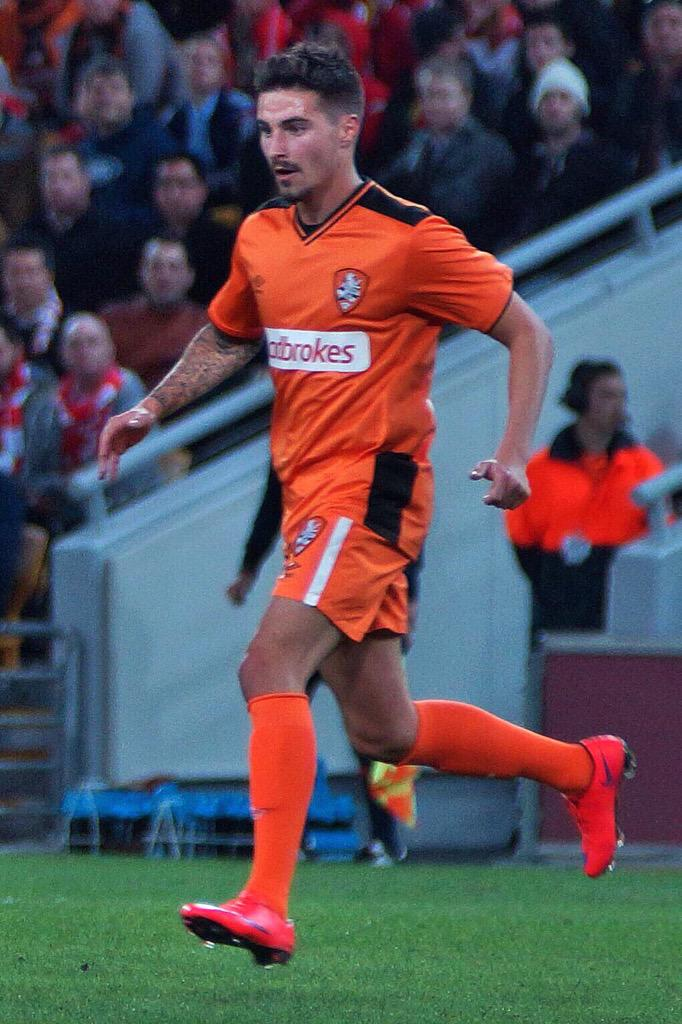
Макларен в составе «Брисбен Роар»

Макларен — воспитанник английского клуба «Блэкберн Роверс». В 2013 году он окончил академию «Роверс» и вернулся на родину, где подписал контракт с «Перт Глори». 13 октября 2013 года в матче против «Аделаида Юнайтед» Джейми дебютировал в Эй-лиге. 27 октября в поединке против «Мельбурн Сити» он забил свой первый гол за «Глори», а также рекордсмен чемпионата по голам в одном матче (5).
Летом 2015 года Макларен перешёл в «Брисбен Роар», подписав контракт на два года. 8 октября в матче против «Уэстерн Сидней Уондерерс» он дебютировал за новую команду. В этом же поединке Джейми сделал «дубль», забив свои первые голы за «Брисбен Роар». 12 марта 2016 года в поединке против «Мельбурн Виктори» он сделал «хет-трик». В своём дебютном сезоне Макларен забил 20 мячей и занял второе место в гонке бомбардиров после уругвайца Бруно Форнароли.
2 апреля 2017 года в поединке против «Сентрал Кост Маринерс» он сделал хет-трик. В матчах азиатской лиги чемпионов против японского «Касима Антлерс» и южнокорейского «Ульсан Хёндэ» Макларен забил три гола. По итогам сезона Джейми забил 19 мячей и вместе с Бесартом Беришей стал лучшим бомбардиром Эй-лиги.
Летом 2017 года Макларен перешёл в немецкий «Дармштадт 98», подписав контракт на три года. 4 августа в матче против «Кайзерслаутерна» он дебютировал во Второй Бундеслиге.
В начале 2018 года Макларен отправился в аренду в шотландский «Хиберниан» до конца сезона. В матче против «Данди» он дебютировал в шотландском Премьершипе. 3 февраля в поединке против «Рейнджерс» Джейми забил свой первый гол за «Хиберниан». 13 мая в матче против «Рейнджерс» он сделал хет-трик. В августе его аренда была продлена ещё на один сезон.
31 января 2019 года «Хибс» расторг договор аренды Макларена, после чего он перешёл в «Мельбурн Сити», подписав контракт до 2023 года. 9 февраля в матче против «Аделаида Юнайтед» он дебютировал за новую команду. В этом же поединке Джейми забил свой первый гол за «Мельбурн Сити».

## Международная карьера
В 2011 году Джейми сыграл несколько матче за юношескую сборную Шотландии, но затем принял решения выступать за Австралию.
В 2013 году в составе молодёжной сборной Австралии Макларен принял участие в молодёжном чемпионате мира в Турции. На турнире он сыграл в матчах против команд Колумбии, Сальвадора и Турции. В поединке против турок он забил гол.
27 мая 2016 года в товарищеском матче против сборной Англии Макларен дебютировал за сборную Австралии.
В 2017 году Макларен принял участие в Кубке конфедераций в России. На турнире он сыграл в матче против команды Чили.
В 2018 году Макларен принял участие в чемпионате мира 2018 в России. На турнире он был запасным и на поле не вышел.
В 2019 году Макларен включён в состав сборной на Кубок Азии в ОАЭ. На турнире он сыграл в матчах против команд Иордании, Палестины, Сирии, Узбекистан и ОАЭ. В поединке против палестинцев Джейми отметился забитым мячом.
В 2022 году Макларен во второй раз принял участие в чемпионате мира в Катаре. На турнире он сыграл в матчах против сборных Аргентины, Туниса и Дании.

## Личная жизнь
Мать футболиста — уроженка Мальты, из-за чего к Макларену обращалась островная сборная с предложением выступать за неё, но получила отказ. Отец — шотландец Дональд Макларен, недолго играл за «Данфермлин Атлетик» после неудачной попытки пробиться в состав «Харт оф Мидлотиан», прежде чем эмигрировал в Австралию. Дядя — Росс Макларен, выступал за «Шрусбери Таун», «Дерби Каунти» и «Суиндон Таун». Сам Джейми является фанатом клуба АПЛ «Астон Вилла», а также клуба АФЛ «Коллингвуд».

## Достижения
Индивидуальные
- Лучший бомбардир Эй-лиги: 2016/2017 (19 мячей), 2019/2020 (23 мяча), 2020/2021 (25 мячей), 2021/2022 (15 мячей),
- Символическая сборная Эй-лиги: 2015/2016[40], 2019/2020[41]
- Лучший молодой игрок Эй-лиги: 2015/2016, 2016/2017